# Лалла
Лалла (в.-пандж. ਲੱਲਾ) — тридцать третья буква алфавита гурмукхи, которая обозначает:
- альвеолярный латеральный аппроксимант /l/ (на конце слова, в сочетании с символами для обозначения гласных)

Примеры:
ਲਾਲ [laːl] — красный
ਗੱਲ [gall] — слово
- сочетание этого согласного (/l/) с кратким гласным /a/ (при отсутствии других символов для обозначения гласных)

Примеры:
ਲਤ [lat̪] — порок

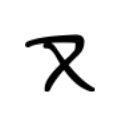
Рукописная лалла